# Хитці (Лубенський район)
Хитці́ — село в Україні, в Лубенському районі Полтавської області. Населення становить 285 осіб. Колишній орган місцевого самоврядування — Калайдинцівська сільська рада.

## Географія
Село Хитці знаходиться на правому березі річки Удай, вище за течією на відстані 3 км розташоване село Лушники, нижче за течією на відстані 3 км розташоване село Тишки, на протилежному березі — село Крутий Берег. Річка в цьому місці звивиста, утворює лимани, стариці та заболочені озера. Поруч проходить автомобільна дорога Т 1714.

## Історія
Поблизу села, на правому березі р. Удай, в урочищі Коломак розташоване стародавнє городище. У Центральному державному історичному архіву України є сповідальний розпис за 1763 рік.
12 червня 2020 року, відповідно до розпорядження Кабінету Міністрів України № 721-р «Про визначення адміністративних центрів та затвердження територій територіальних громад Полтавської області», село увійшло до складу Лубенської міської громади.
19 липня 2020 року, в результаті адміністративно - територіальної реформи та ліквідації Лубенського району(1923-2020), село увійшло до складу новоутвореного Лубенського району.

## Населення
Згідно з переписом УРСР 1989 року чисельність наявного населення села становила 389 осіб, з яких 166 чоловіків та 223 жінки.
За переписом населення України 2001 року в селі мешкало 276 осіб.

### Мова
Розподіл населення за рідною мовою за даними перепису 2001 року:
| Мова       | Відсоток |
| ---------- | -------- |
| українська | 98,60 %  |
| російська  | 1,40 %   |

## Пересоналії

### Народились
- Неживий Олексій Іванович — український письменник, літературознавець, вчений, журналіст, краєзнавець, педагог, доктор філологічних наук, професор, член Національної спілки письменників України, Національної спілки журналістів України та Національної спілки краєзнавців України.